# Nuritdin Amriyev
Nuritdin Amriyev (13 marzo 1959) è un ex calciatore sovietico, di ruolo attaccante.

## Carriera

### Club
Durante la sua decennale carriera veste le maglie di Pamir, Paxtakor e SKA Kiev. Gioca 134 incontri nella Vysšaja Liga con la maglia del Paxtakor tra il 1979 e il 1984.